# Rebecca Kamau
Rebecca Wacui Kamau, née le 21 juillet 1999, est une nageuse kényane.

## Carrière
Rebecca Kamau est médaillée de bronze du relais 4 x 100 mètres quatre nages aux Jeux africains de 2019 à Rabat.